# Like It Like It
«Like It Like It» —en español: «Me Gusta Me Gusta»— es una canción del dúo noruego ￼Marcus & Martinus con la colaboración del rapero estadounidense Silentó. Fue lanzada el 19 de mayo de 2017, a través de Sony Music Entertainment Norway. La mejor posición en listas que obtuvo fue 16 en Norwegian Singles Chart y 48 en Swedish Singles Chart.

## Video musical
Un video para acompañar el lanzamiento de "Like It Like It" fue lanzado por primera vez en You Tube/VEVO el 21 de mayo de 2017 con una duración total de dos minutos y cincuenta y cinco segundos.

## Lista de canciones
| N.º | Título                          | Duración |  |
| 1.  | «Like It Like It» (con Silentó) | 2:55     |  |

## Listas
| Lista (2017)               | Mejor Posición |
| -------------------------- | -------------- |
| Noruega (VG-lista)         | 16             |
| Suecia (Sverigetopplistan) | 48             |

## Historial de lanzamientos
| País    | Fecha              | Formato          | Discográfica                    |
| ------- | ------------------ | ---------------- | ------------------------------- |
| Noruega | 19 de mayo de 2017 | Descarga digital | Sony Music Entertainment Norway |